# هدلی فریمن
هدلی کلر فریمن (انگلیسی: Hadley Clare Freeman؛ زادهٔ ۱۵ مهٔ ۱۹۷۸) روزنامه‌نگار آمریکایی-بریتانیایی است. او با نشریه‌های گاردین و وگ همکاری کرده‌است.